# بنیاد لی کا شینگ
بنیاد لی کا شینگ (انگلیسی: Li Ka Shing Foundation) شرکت خدمات مالی هنگ کنگی است، که در سال ۱۹۸۰ توسط لی کا-شینگ تأسیس شد.  